# Neil McCarthy (rugby à XV)
Pour les articles homonymes, voir Neil McCarthy et McCarthy.
Pas d'image ? Cliquez ici

a Compétitions nationales et continentales officielles uniquement.

b Matchs officiels uniquement.
Dernière mise à jour le 15 mars 2024.
Neil McCarthy, né le 29 novembre 1974 à Slough, est un joueur anglais de rugby à XV évoluant au poste de talonneur. Il connaît trois sélections en équipe d'Angleterre en 1999 et 2000.

## Biographie
Neil McCarthy joue sa carrière en club avec Bath, Gloucester et Bristol. En 2002, il subit une grave blessure au genou, qui l'éloigne des terrains pour une longue durée. Après avoir quitté Bristol en 2003, il tente de relancer sa carrière avec l'Orrell RFC, mais est contraint de prendre sa retraite au bout d'une saison,.
En sélection, il obtient sa première cape avec l'équipe d'Angleterre le 6 mars 1999 contre l'Irlande. La même année, il fait partie du groupe anglais sélectionné pour participer à la Coupe du monde. Toutefois, troisième talonneur derrière Richard Cockerill et Phil Greening, il ne joue aucun match lors de la compétition. Il termine finalement sa carrière internationale en 2000, avec un total de trois sélections.
Après la fin de sa carrière de joueur, il prend la tête de l'Academy (centre de formation) des Leicester Tigers entre 2007 et 2014. En 2015, il rejoint le club de Gloucester, pour le même poste.
Il quitte le monde du rugby en 2017, et rejoint la fédération britannique de bobsleigh et de skeleton en tant que manager du parcours de performance,.

## Palmarès
- Vainqueur du Tournoi des Six Nations en 2000.

## Statistiques en équipe nationale
- 3 sélections avec l'équipe d'Angleterre.
- Sélections par année : 1 en 1999, 2 en 2000.